# 新潟県道108号見附停車場線
新潟県道108号見附停車場線（にいがたけんどう108ごう みつけていしゃじょうせん）は、新潟県見附市内を通る一般県道である。

## 概要

### 路線データ
- 起点：新潟県見附市本所2丁目（見附停車場）
- 終点：新潟県見附市本所1丁目（新潟県道20号見附中之島線交点）

## 通過する自治体
- 新潟県見附市

## 接続する道路
- 新潟県道20号見附中之島線（終点：本所交差点）

## 周辺
- JR東日本信越本線 見附駅
- 新潟県立見附高等学校
- 日本海聖高等学校
- 見附駅前郵便局
- コメリホームセンター 見附店